# Bowling (Special Olympics)

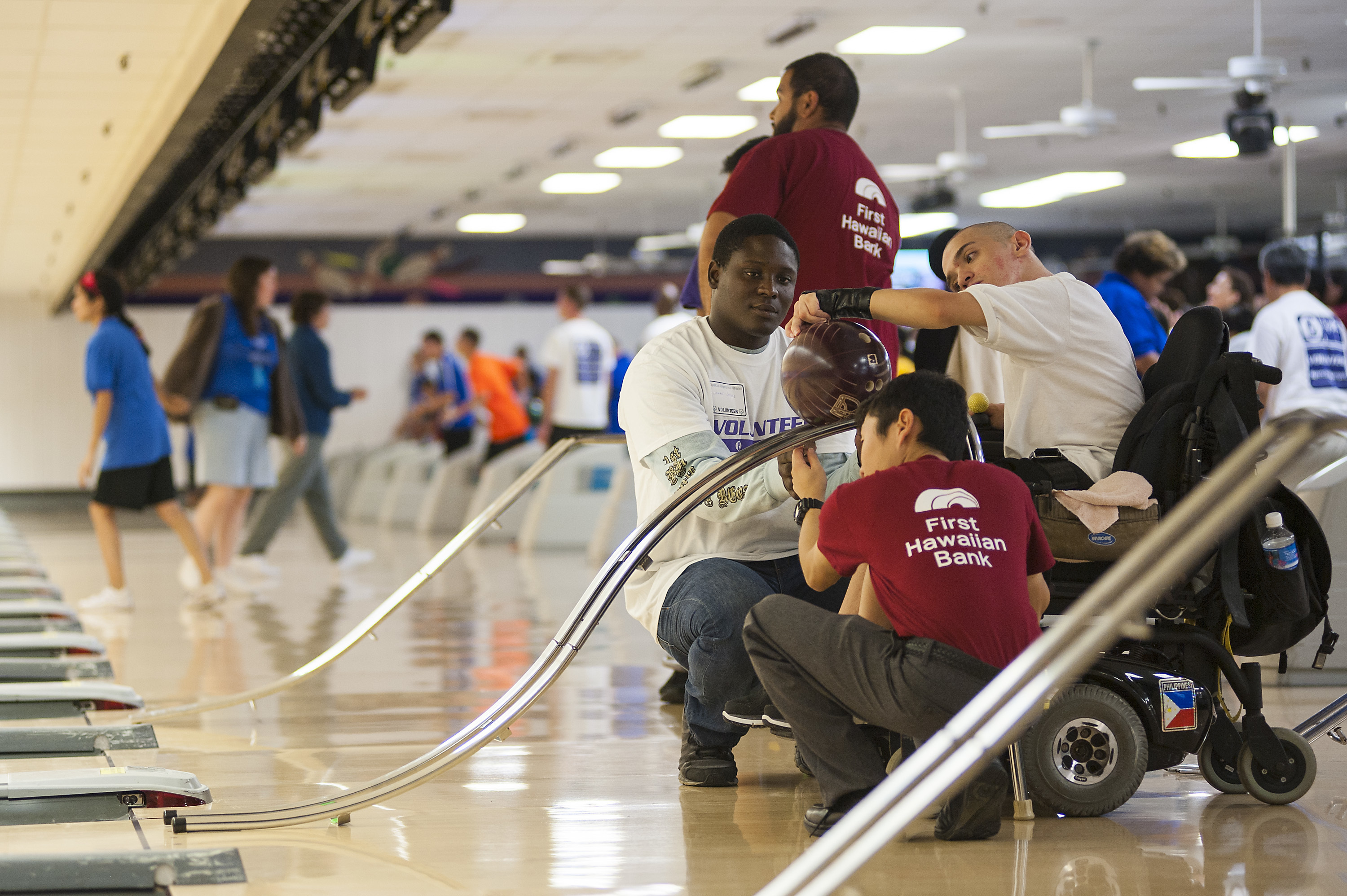
Special Olympics Athleten erhalten Unterstützung bei der Benutzung einer Rampe, 2014

Bowling bei Special Olympics ist eine Ballsportart, die in Wettbewerben und Trainingseinheiten der Organisation Special Olympics weltweit für geistig und mehrfach beeinträchtigte Menschen angeboten wird. Bowling ist seit 1975 bei Special Olympics World Games vertreten.

## Allgemeines
Bowling ist keine olympische Sportart. Bei Special Olympics für geistig und mehrfach beeinträchtigte Menschen aber ist Bowling weltweit beliebt, weil das Soziale beim Bowling von großer Bedeutung ist und der Einstieg in die Sportart ohne langes Training möglich ist.
Europäische Einwanderer hatten das Kegeln in die USA gebracht, wo das Bowling erfunden wurde. Unterschiede zum Kegeln bestehen zum einen im verwendeten Ball. Er hat beim Bowling Grifflöcher und es gibt ihn in unterschiedlichen Gewichten. Außerdem gibt es nicht wie beim Kegeln neun, sondern zehn Kegel (Pins). Das Material der Bahn ist Holz oder ein synthetischer Belag, der eine holzähnliche Struktur aufweist.

## Regeln

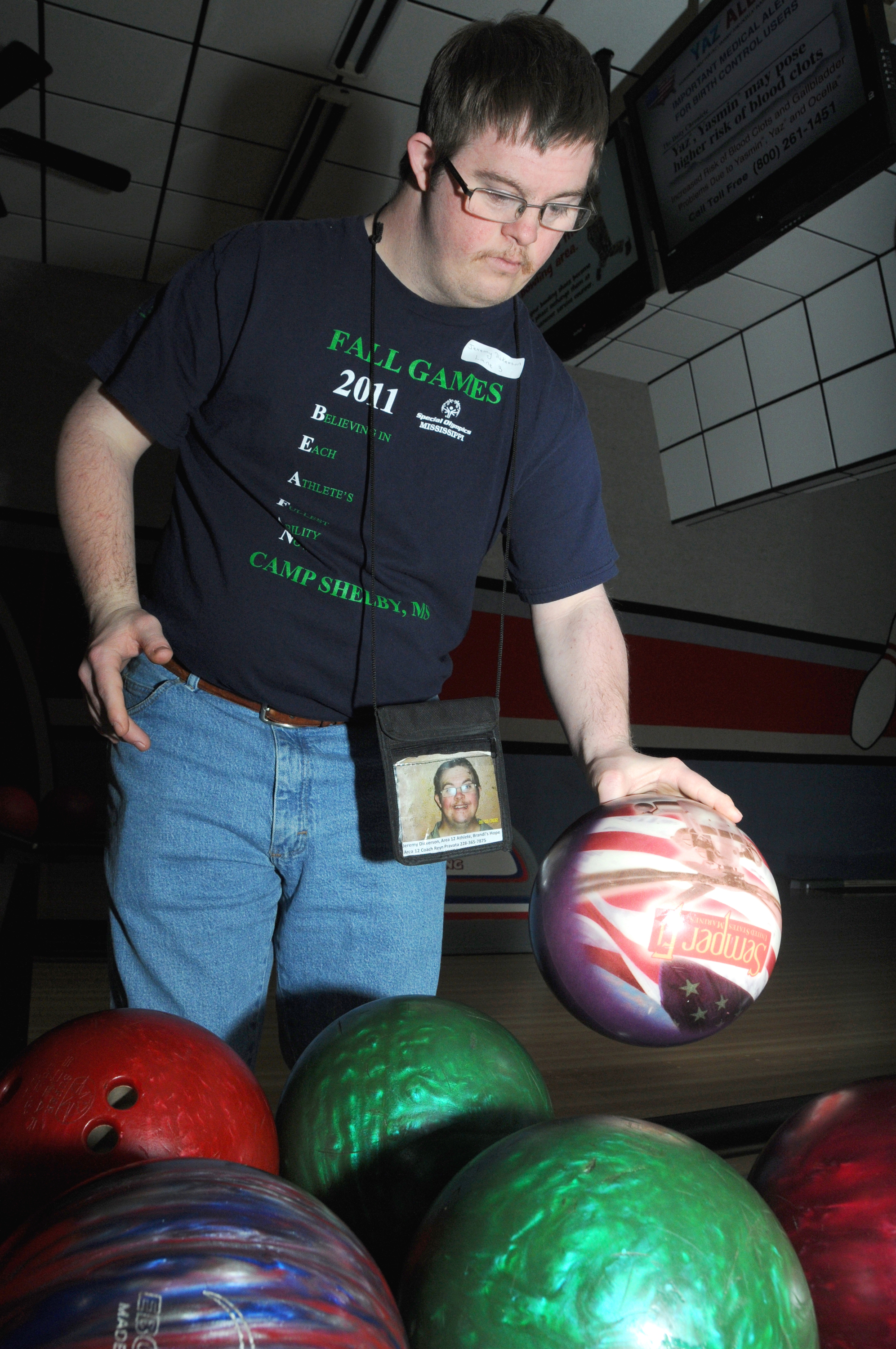
Ein Special Olympics Athlet wählt seine Bowlingkugel aus. Gaude Lanes, Mississippi, 2012

Ein Bowlingspiel besteht aus zehn Durchgängen, im Fachjargon Frames genannt. Es sollen in jedem Frame möglichst viele der zehn Kegel, die Pins genannt werden, umgeworfen werden. Jeder Athlet bzw. jedes Team hat 12 Würfe.
Special Olympics International hat die Sportregeln auf der Grundlage des Regelwerks des internationalen Fachverbandes World Bowling festgelegt. Die Bestimmungen von World Bowling oder die des Deutschen Kegler- und Bowlingbundes werden angewendet, soweit sie nicht im Widerspruch zu den offiziellen Special Olympics Sportregeln für Bowling oder zu Artikel 1 der General Rules von Special Olympics stehen.

## Besonderheiten bei Special Olympics

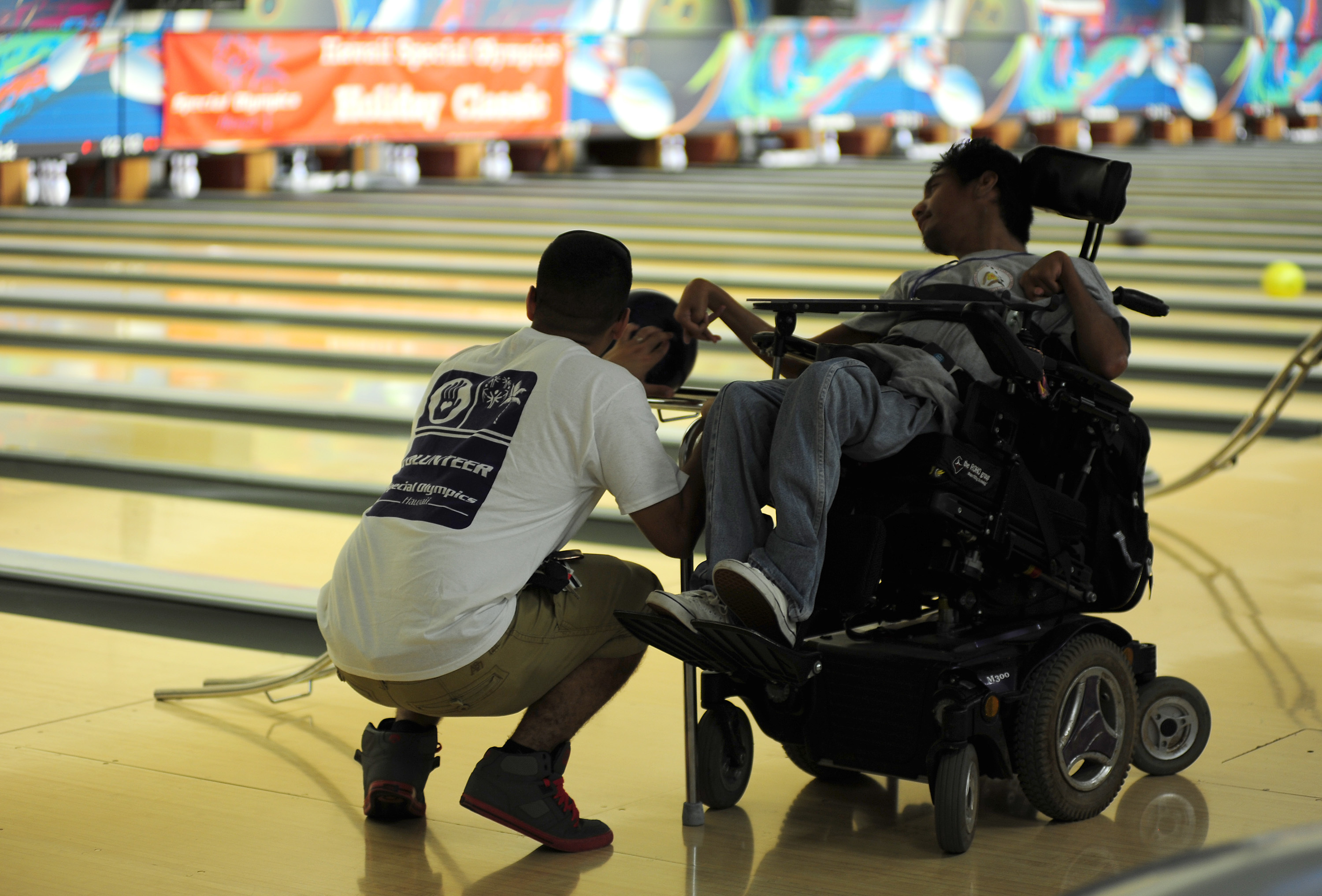
Ein Special Olympics Athlet erhält Unterstützung beim Bowling, 2014

Die Benutzung einer Rampe ist den Athletinnen und Athleten, die sie benötigen, erlaubt. Bei der Variante Mit Rampe, ohne Unterstützung positioniert der Athlet oder die Athletin die Rampe selbständig, Helfende dürfen aber den Ball auf der Rampe in eine geeignete Position bringen. Bei der Variante Mit Rampe, mit Unterstützung wird die Rampe von Helfenden nach Anweisungen des Athleten oder der Athletin positioniert. Helfende dürfen den Ball auf der Rampe in eine geeignete Position bringen, der Athlet oder die Athletin rollt den Ball selbständig.
Es sind Einzel- oder Teamwettbewerbe möglich. Kann jemand nur an einer bestimmten Anzahl Frames teilnehmen, so lässt sich dies bei der Organisation des Wettbewerbs berücksichtigen.
Vor den eigentlichen Wettbewerben finden Klassifizierungsrunden statt, damit die Athleten in möglichst leistungshomogene Gruppen eingeteilt werden können. Jede Athletin und jeder Athlet spielt drei Spiele in der Klassifikation und drei Spiele im Finale.  
Athletinnen und Athleten mit einem vom Verband anerkannten Durchschnitt werden auf der Basis dieses Durchschnitts und dreier Klassifizierungsspiele vor Ort in eine Wettbewerbsgruppe eingestuft. Für alle anderen Athletinnen und Athleten werden die letzten 15 Vorergebnisse aus dem Liga- oder Trainingsbetrieb sowie dreier Klassifizierungsspiele vor Ort eingerechnet.

## Wettkämpfe
Angeboten werden
- Einzelwettbewerbe
  - Einzel ohne Hilfsmittel
  - Einzel mit Rampe ohne Unterstützung
  - Einzel mit Rampe mit Unterstützung
- Doppelwettbewerbe
  - Männer (zwei Athleten) und Frauen (zwei Athletinnen)
  - Mixed (eine Athletin und ein Athlet)
- Mannschaftswettbewerbe
  - Männer (Team à vier Athleten) und Frauen (Team à vier Athletinnen)
  - Mixed (Team à zwei Athletinnen und zwei Athleten)
  - Unified Männer (Team à zwei Athleten und zwei Partner)
  - Unified Frauen (Team à zwei Athletinnen und zwei Partnerinnen)
  - Unified Mixed (zwei Athletinnen/Athleten und zwei Partnerinnen/Partner)

## Bowling bei Special Olympics World Games
Bowling ist seit 1975 bei Special Olympics World Games vertreten.
Zu den Special Olympics Sommerspielen 2023 wurden 221 Bowling-Athleten und 59 Unified-Partner erwartet. Bowling fand in der Bowling World Berlin neben der East Side Gallery im Bezirk Friedrichshain-Kreuzberg statt. Es wurden die Disziplinen Einzel, Doppel, Team (4 Personen), Unified Doppel und Unified Team (4 Personen) angeboten.

## Kooperationen
Der Deutsche Kegler- und Bowlingbund (DKB) hat zum 1. Februar 2021 mit Special Olympic Deutschland (SOD) eine Kooperationsvereinbarung im Rahmen der Special Olympic World Games 2023 in Berlin geschlossen. Der DKB will sich damit dem Thema Inklusion öffnen, das Inklusionspotentials dieses Sports in der Öffentlichkeit darstellen und das Engagement im Behindertensport unterstützen.